# Horonu
Horonu è un comune dell'Azerbaigian situato nel distretto di Yardımlı. Conta una popolazione di 519 abitanti.